# Solid Steel Presents Amon Tobin: Recorded Live
 (janvier 2018).
Albums
Verbal Remixes & Collaborations
(2003) Chaos Theory: Splinter Cell 3 Soundtrack
(2005)
Solid Steel Presents Amon Tobin: Recorded Live est le disque du premier enregistrement public du dj Amon Tobin paru en 2004 sur le label Ninja Tune.
Cet album clôture une tournée mondiale d'Amon Tobin de près d'un an et demi débutée après la sortie de Out From Out Where. Ceci est l'enregistrement de sa dernière prestation à Melbourne en Australie.
Pour les prestations en public, Amon Tobin utilise la technique Final Scratch (deux fausses platines retranscrivent les Mp3 d'un pc permettant ainsi le scratch) et un ordinateur portable. Cette méthode permet de travailler sur une base de données inépuisable et permet de laisser libre cours à l'improvisation[Interprétation personnelle ?].
Le son est essentiellement Drum'n'Bass et Breakbeat avec une alternance entre les propres compositions du Dj et des titres d'artistes tels DJ Food ou The Velvet Underground. Un morceau du groupe Destiny's Child était également joué en public mais n'a pu apparaître sur l'album pour des raisons de licence avec leur maison de disques.

## Liste des titres
| No  | Titre                                                   | Remix de                | Durée |
| --- | ------------------------------------------------------- | ----------------------- | ----- |
| 1.  | Intro                                                   |                         | 4:21  |
| 2.  | Chronic Tronic / Dark Lady                              | DJ Food                 | 4:18  |
| 3.  | Twister                                                 | Tipper                  | 1:57  |
| 4.  | Verbal                                                  |                         | 1:23  |
| 5.  | Remix By AFX                                            | AFX                     | 1:06  |
| 6.  | Got Numb                                                | Mob Nation              | 1:40  |
| 7.  | Pressure Cooker                                         | Cherrystones            | 3:03  |
| 8.  | Science Fu Part. 1                                      | Danny Breaks            | 1:54  |
| 9.  | Marine Machines                                         |                         | 1:25  |
| 10. | You's A Jaco Pastorius Looking Motherfucker (Interlude) |                         | 0:40  |
| 11. | Schmalla                                                | Facs & Scythe           | 1:07  |
| 12. | Couger Merkin                                           |                         | 2:35  |
| 13. | Higher Rates                                            | Silent Witness & Break  | 1:15  |
| 14. | Cuba (Original)                                         | T Power                 | 1:50  |
| 15. | Moon Palace                                             | Icarus                  | 3:05  |
| 16. | Reactionary                                             | Controller 7            | 0:42  |
| 17. | Nakatali                                                | Topogigio               | 1:38  |
| 18. | Yasawas / Night Life / Fear                             |                         | 5:29  |
| 19. | Escape / Deep Impact                                    | Future Prophecies       | 3:32  |
| 20. | Spanner In The Worx                                     | Exile                   | 1:51  |
| 21. | Allergic                                                | Deep Roots              | 1:12  |
| 22. | Completly Real                                          | Suspicious Circumstance | 2:31  |
| 23. | Total Recall                                            | Silent Witness & Break  | 1:48  |
| 24. | Sittin Here                                             | Dizzee Rascal           | 2:41  |
| 25. | Proper Hoodidge                                         |                         | 4:08  |
| 26. | Four Ton Mantis / Hey Blondie                           |                         | 2:36  |
| 27. | Venus In Furs                                           | Velvet Underground      | 3:22  |